# Селіфонов Іван Іванович
Селіфо́нов Іва́н Іва́нович (23 грудня 1922 — 7 березня 2019) — радянський льотчик-винищувач, учасник Другої світової війни, генерал-майор авіації, Герой Радянського Союзу (1945).

## Життєпис
Народився 23 грудня 1922 року в селі Березовка (тепер Жиздринський район Калузької області) в селянській родині. Росіянин. Член ВКП(б)/КПРС з 1945 по 1991 роки, згодом — член КПУ.
Закінчив 10 класів Коренівської середньої школи та аероклуб в місті Бєжиця Брянської області.
До РСЧА призваний у 1941 році. У 1942 році закінчив Сталінградську військову авіаційну школу пілотів і направлений до запасного авіаційного полку.
З грудня 1942 року — льотчик 814-го винищувального авіаційного полку 207-ї винищувальної авіаційної дивізії 3-го змішаного авіаційного корпусу 17-ї повітряної армії Південно-Західного фронту. Також воював на 3-у та 1-у Українських фронтах. Перший бойовий виліт здійснив 25 грудня 1942 року.
У січні-лютому 1943 року брав участь у Ворошиловградській наступальній операції. 12 лютого в повітряному бою в районі міста Слов'янськ Донецької області збив перший літак супротивника, за що нагороджений орденом Червоної Зірки.
В подальшому брав участь в Курській битві, визволенні України, в тому числі міст Луганськ, Лисичанськ, Донецьк, Харків, Дніпропетровськ, Миколаїв, Одеса, Львів.
У липні 1943 року, за відзнаку в боях, полк було перетворено в 106-й гвардійський винищувальний авіаційний полк, а дивізія стала 11-ю гвардійською винищувальною авіаційною дивізією.
З липня 1944 року — командир авіаційної ланки. В складі розвідувальної ескадрильї брав участь в боях по розширенню Сандомирського плацдарму, в Нижньо-Сілезькій, Берлінській і Празькій операціях.
Всього за роки війни здійснив 300 бойових вильотів, з них: 110 — на розвідку військ і аеродромів ворога, 97 — на прикриття наземних військ і комунікацій, 86 — на супроводження штурмовиків і бомбардувальників, 7 — на штурмовку військ ворога.
Провів 32 повітряних бої, в яких збив особисто 6 та в складі групи 3 літаки супротивника.
Учасник Параду Перемоги на Красній площі в Москві 24 червня 1945 року в складі зведеного полку 1-го Українського фронту.
Після війни продовжив військову службу у ВПС СРСР. У 1955 році закінчив Військово-повітряну академію. Займав посаду заступника командира 486-го винищувального авіаційного полку в Прикарпатському ВО.
З 1958 року — старший інспектор відділу бойової підготовки 59-ї повітряної армії.
Закінчив військову службу в 1974 році на посаді начальника штабу 11-ї гвардійської винищувальної авіаційної дивізії Південної групи військ.

Могила Івана Селіфонова

Після звільнення в запас працював в НДІ Міністерства комунального господарства Української РСР.
Мешкав у Києві. Похований в колумбарії на Берковецькому цвинтарі.

## Нагороди
Указом Президії Верховної Ради СРСР від 27 червня 1945 року командир авіаційної ланки 106-го гвардійського винищувального авіаційного полку гвардії старший лейтенант Селіфонов Іван Іванович за 300 бойових вильотів, 6 особисто й 2 в групі збитих літаків ворога, удостоєний звання Героя Радянського Союзу з врученням ордена Леніна і медалі «Золота Зірка» (№ 7899).
Також нагороджений орденами Червоного Прапора, Олександра Невського, Вітчизняної війни 1-го та 2-го ступенів, двома орденами Червоної Зірки, українським орденом Богдана Хмельницького 3-го ступеня й медалями.